# Залісний (Можгинський район)
Залі́сний (рос. Залесный) — присілок в Можгинському районі Удмуртії, Росія.
Урбаноніми:
- вулиці — Березова, Дачна, Дитяча, Нова, Польова
- заїзди — Польовий

## Населення
Населення — 412 осіб (2010; 366 в 2002).
Національний склад станом на 2002 рік:
- росіяни — 48 %
- удмурти — 44 %